# Miljö- och Vänsterlistan i Tanum
Miljö- och Vänsterlistan i Tanum var en lokal samverkan mellan Miljöpartiet de gröna och Vänsterpartiet i valet till kommunfullmäktige i Tanums kommun. Denna samverkan inleddes till valet 2002 och avslutades inför valet 2014. I det första valet blev resultatet att man fick 8,9 procent av rösterna och 4 mandat (av 41) i kommunfullmäktige. I valet 2006 ökade röstandelen till 11,9 procent och antalet mandat i fullmäktige till 5 ledamöter.
Vid 2014 års val till Tanums kommunfullmäktige fick partiet 0,0 procent av rösterna, vilket var en minskning från 11,9 procent vid valet 2010.

## Valresultat
| År   | Röster | Procent | Mandat         |
| ---- | ------ | ------- | -------------- |
| 2002 | 624    | 8,94 %  | 4 av 41 mandat |
| 2006 | 880    | 11,95 % | 5 av 41 mandat |
| 2010 | 922    | 11,89 % | 5 av 41 mandat |

## Källhänvisningar
1. ↑  "Kommunval Tanum". Svt.se. Läst 1 februari 2015.